# Список умерших в 770 году

## Январь
- Абэ-но Накамаро, японский дипломат и поэт эпохи Нара.

## Апрель
- 22 апреля — Оппортуна Монтрёйская, святая игумения Монтрёйская.

## Август
- 28 августа — Императрица Кокэн, 46-я и 48-я императрица Японии (749—758 и 765—770).

## Дата смерти неизвестна или требует уточнения
- Ду Фу, китайский поэт.
- Кеннселах мак Брайн, король Уи Хеннселайг (Южного Лейнстера) (769—770).
- Цэнь Цань, китайский поэт.